# Jacques Abraham
 Jacques Abraham (* 10. September 1880 in Berlin; † 31. Dezember 1942 in Riga) war ein deutscher Rechtsanwalt, Begründer der Zeitschrift für Beamtenrecht und Opfer des Nationalsozialismus.

## Leben
Abraham studierte Jura an der Friedrich-Wilhelms-Universität Berlin (heute Humboldt-Universität) und promovierte 1907 in Heidelberg. Er wurde Rechtsanwalt, später auch Notar. Hauptsächlich war Abraham als Strafverteidiger tätig, spezialisierte sich aber zugleich im Beamtenrecht. Er gehörte dem Beamtenausschuss der Deutschen Demokratischen Partei an (die zur sog. Weimarer Koalition rechnete). Für den Deutschen Beamtenbund entwarf er 1920 ein neues Disziplinargesetz. Abraham veröffentlichte praxisbezogene Kurzkommentare. Sein bleibendes Verdienst ist 1928 die Gründung der Zeitschrift für Beamtenrecht. Diese wurde 1936 umbenannt in Zeitschrift für Beamten- und Behördenangestelltenrecht und 1943 eingestellt.
Im Zuge der nationalsozialistischen Entrechtung und Verfolgung von Deutschen jüdischen Glaubens verlor Abraham 1933 die Leitung der ZBR und das Notariat, schließlich 1938 auch die Zulassung als Anwalt; seine Praxis wurde arisiert. Auswanderungsversuche blieben erfolglos. Das NS-Regime deportierte Abraham und seine Frau im Oktober 1942 nach Riga. Dort wurden sie entweder schon bei der Ankunft erschossen oder kamen noch 1942 im Konzentrationslager um.

## Werke (Auswahl)
- Disziplinargesetz für nichtrichterliche Beamte: Ein Entwurf nebst Begründung. Linden-Druckerei, Berlin, 1920
- Reichsministergesetz. Carl Heymann, Berlin, 1930

- Die preussische Beamtendienststrafordnung (BDStO) : Gesetz betr. die Dienstvergehen d. nichtrichterlichen Beamten vom 21. Juli 1852 in der Neufassung vom 27. Januar 1932. C. Heymann, Berlin, 1932
- Die preußischen Dienststrafordnungen für Beamte und Richter in der Neufassung vom 18. August 1934. Pulvermacher, Berlin, 1935